# Cadherin

Tương tác chính của giữa các protein cấu trúc tại vòng dính phụ thuộc cadherin. Các xơ actin liên kết với α-actinin và màng thông qua vinculin. Miền đầu của vinculin liên kết với E-cadherin thông qua α-, β-, và γ-catenin. Miền đuôi của vinculin liên kết với lipid màng và các xơ actin.

Cadherin (đặt tên theo  "calcium-dependent adhesion" - "sự dính phụ thuộc calci") là một type phân tử liên kết tế bào (CAM) rất quan trọng trong việc hình thành các vòng dính gắn kết để gắn kết các tế bào với nhau. Cadherin là một type protein xuyên màng type 1, phụ thuộc vào ion calci (Ca 2+) để hoạt động. Sự liên kết tế bào-tế bào được bắc cầu bởi các miền cadherin ngoại bào, trong khi miền đuôi nội bào liên kết với nhiều protein tín hiệu, gọi chung là chất liên kết (adhesome) cadherin.
Siêu họ cadherin gồm cadherin, protocadherin, desmoglein và desmocollin, v.v. Về cấu trúc, chúng chia sẻ các đoạn lặp cadherin, đó là các miền liên kết Ca2+ ở ngoại bào. Có nhiều type phân tử cadherin, mỗi type được chỉ định với một tiền tố (thường lấy từ loại mô mà phân tử là nhiệm vụ liên kết). Có quan sát rằng các tế bào chứa một phân nhóm cadherin cụ thể có xu hướng co cụm lại với nhau khi nuôi cấy tế bào và trong quá trình  phát triển. Ví dụ, các tế bào chứa N-cadherin có xu hướng kết hợp với các tế bào chứa N-cadherin khác. Tuy nhiên phải lưu ý rằng tốc độ "trộn tế bào" trong các thí nghiệm nuôi cấy tế bào có thể gây ảnh hưởng đến mức độ đặc hiệu của kiểu hình đồng nhất. Ngoài ra, một số nhóm đã quan sát mối quan hệ ràng buộc khác type (tức là các type cadherin khác nhau liên kết với nhau) trong một số thử nghiệm. Hiện tại, một mô hình đề xuất rằng  cơ chế phân biệt phân nhóm cadherin của tế bào dựa trên tính đặc hiệu động học hơn là tính đặc hiệu nhiệt động học, vì các liên kết đồng hình cadherin khác nhau có độ bền khác nhau.

## Cấu trúc

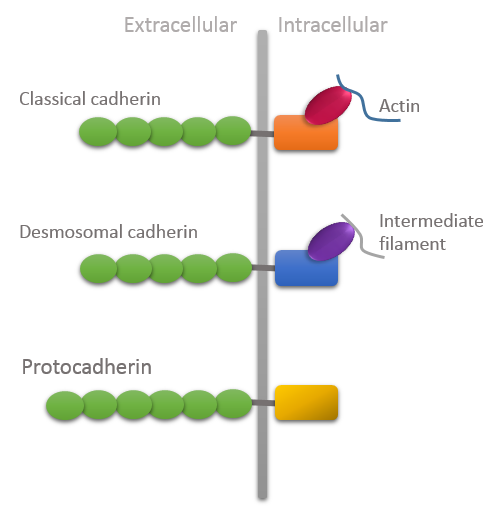
Tổ chức tên miền của các type cadherin khác nhau

Cadherin được tổng hợp dưới dạng polypeptide và trải qua nhiều sửa đổi sau dịch mã để trở thành protein làm trung gian cho liên kết và nhận diện tế bào. Polypeptide này dài khoảng 720 amino acid. Mỗi cadherin có một miền đầu C nằm trong tế bào chất (lượng nhỏ), miền xuyên màng và phần lớn protein còn lại nằm ở ngoại bào. Thành phần xuyên màng là đoạn lặp glycoprotein chuỗi đơn.   Bởi vì cadherin phụ thuộc Ca 2+ có 5 đoạn lặp ở miền ngoại bào có chức năng liên kết ion Ca 2+.   Miền ngoại bào của chúng chứa hai dimer dạng cấu hình trans : dimer hoán đổi sợi (S-dimers) và X-dimers.  Cho đến nay, hơn 100 loại protein cadherin ở người đã được xác định và giải trình tự.
  Chức năng của cadherin phụ thuộc vào sự hình thành của hai tiểu đơn vị giống hệt nhau, được gọi là homodimer. Các cadherin homodimer này tạo ra liên kết tế bào với các cadherin có trong màng của các tế bào khác nhờ việc thay đổi cấu hình từ cis-dimers sang trans -dimers.  Khi liên kết tế bào-tế bào giữa các cadherin có trong màng tế bào của hai tế bào khác nhau hình thành, sẽ tạo ra vòng dính khi các phức hợp protein, thường gồm α-,β- và γ-catenin, liên kết với phần bộ xương tế bào của cadherin.

## Chức năng

### Phát triển
Cadherin hoạt động mang bản chất receptor và phối tử cho phân tử khác. Trong quá trình phát triển, protein hỗ trợ trong việc định vị và cố định các tế bào đúng cách: chúng phân tách các lớp mô khác nhau và di chuyển tế bào (di chuyển ở đây với nghĩa là thay đổi địa điểm của tế bào so với chỗ ban đầu). Trong giai đoạn đầu phát triển, E-cadherin (biểu mô cadherin) tồn tại chủ yếu.  Nhiều cadherin có chức năng đặc hiệu trong tế bào cụ thể, còn trong thời kỳ phôi thai, chúng mang nhiều chức năng khác nhau. Ví dụ, trong sự tạo ống thần kinh (<i>neurulation</i>), khi tấm thần kinh được hình thành các mô ở gần nếp gấp thần kinh sọ giảm lượng N-cadherin. Ngược lại, số lượng N-cadherin không thay đổi ở các vùng khác của ống thần kinh nằm trên trục trước-sau của động vật có xương sống.  Sự xuất hiện của các type cadherin khác nhau trong tế bào khác nhau tùy thuộc vào sự khác biệt và đặc điểm cụ thể của từng sinh vật trong quá trình phát triển cơ thể.
Cadherin đóng vai trò quan trọng trong việc di chuyển các tế bào thông qua quá trình chuyển đổi biểu mô-trung mô (epithelial-mesenchymal transition - EMT). Lúc này cadherin hình thành vòng dính với tế bào lân cận. Trong tế bào mào thần kinh (vốn là tế bào xuất hiện thoáng qua trong cơ thể đang phát triển ở động vật có xương sống), cadherin cho phép tế bào di chuyển để hình thành các mô hoặc cơ quan. Ngoài ra, cadherin chịu trách nhiệm trong EMT, rất quan trọng trong việc tái lập trình tế bào trưởng thành quay trở lại trạng thái đa năng, hình thành tế bào gốc đa năng cảm ứng (induced pluripotent stem cell, iPSC).
Sau khi phát triển, cadherin đóng vai trò duy trì cấu trúc tế bào và mô, và trong sự di chuyển của tế bào. Sự điều hòa biểu hiện cadherin thông qua quá trình sự methyl hóa promoter giữa các cơ chế biểu sinh khác.

### Di căn khối u
Phức hợp  E-cadherin–catenin đóng vai trò chính trong sự liên kết tế bào. Mất phức hợp này liên quan đến sự di căn khối u. E-cadherin tạo điều kiện cho việc di chuyển tế bào tập thể, thúc đẩy xâm lấn và di căn.

### Tương quan với ung thư
Người ta đã phát hiện ra rằng cadherin và các yếu tố bổ sung khác có liên quan đến sự hình thành và phát triển của một số bệnh ung thư và cách thức làm cho khối u tiếp tục phát triển. E-cadherin hay cadherin biểu mô (biểu mô: Epithelium) trên bề mặt của một tế bào liên kết với E-cadherin ở tế bào cùng loại để tạo thành cầu nối. Khi mất phân tử liên kết tế bào E-cadherin có liên quan đến sự hình thành các loại ung thư biểu mô như bệnh carcinomas. Những thay đổi trong bất kỳ type protein cadherin nào đó không chỉ ảnh hưởng đến sự kiểm soát tính liên kết tế bào khối u mà còn ảnh hưởng đến sự truyền thông tin, dẫn đến các tế bào ung thư phát triển không kiểm soát.

## Tương quan với nội mạc tử cung và phôi thai
Họ glycoprotein này chịu trách nhiệm cho cơ chế phụ thuộc calci của liên kết nội bào. E-cadherin rất quan trọng trong quá trình tạo phôi trong một số giai đoạn, gồm hình thành phôi vị, tạo ống thần kinh và phát sinh cơ quan (organogenesis). Hơn nữa, việc ức chế E-cadherin làm suy yếu liên kết nội bào. Số lượng của phân tử này gia tăng trong pha hoàng thể, trong khi biểu hiện của protein được điều chỉnh bởi progesterone và calcitonin nội mạc tử cung.

## Phân loại
Có hơn 100 type cadherin khác nhau được tìm thấy ở động vật có xương sống, phân thành bốn nhóm: cổ điển, thể liên kết, cadherin nguyên hủy và không phân loại. Động vật không xương sống chứa ít hơn 20 type cadherin.

### Cổ điển
- CDH1 - E-cadherin (biểu mô): E-cadherin được tìm thấy trong mô biểu mô; không bị nhầm lẫn với protein kích hoạt APC/C CDH1.
- CDH2 - N-cadherin (thần kinh): N-cadherin được tìm thấy trong tế bào thần kinh
- CDH12 - cadherin 12, type 2 (N-cadherin 2)
- CDH3 - P-cadherin (nhau thai): P-cadherin được tìm thấy trong nhau thai.

### Desmosomal
- Desmoglein (DSG1, DSG2, DSG3, DSG4)
- Desmocollin (DSC1, DSC2, DSC3)

### Protocadherin
Protocadherin là phân nhóm động vật có vú lớn nhất trong siêu họ cadherin của các protein liên kết tế bào kiểu đồng ái. 
- PCDH1
- PCDH7
- PCDH8
- PCDH9
- PCDH10
- PCDH11X/11Y
- PCDH12
- PCDH15
- PCDH17
- PCDH18
- PCDH19
- PCDH20
- PCDHA1
- PCDHA2
- PCDHA3
- PCDHA4
- PCDHA5
- PCDHA6
- PCDHA7
- PCDHA8
- PCDHA9
- PCDHA10
- PCDHA11
- PCDHA12
- PCDHA13
- PCDHAC1
- PCDHAC2
- PCDHB1
- PCDHB2
- PCDHB3
- PCDHB4
- PCDHB5
- PCDHB6
- PCDHB7
- PCDHB8
- PCDHB9
- PCDHB10
- PCDHB11
- PCDHB12
- PCDHB13
- PCDHB14
- PCDHB15
- PCDHB16
- PCDHB17
- PCDHB18
- PCDHGA1
- PCDHGA2
- PCDHGA3
- PCDHGA4
- PCDHGA5
- PCDHGA6
- PCDHGA7
- PCDHGA8
- PCDHGA9
- PCDHGA10
- PCDHGA11
- PCDHGA12
- PCDHGB1
- PCDHGB2
- PCDHGB3
- PCDHGB4
- PCDHGB5
- PCDHGB6
- PCDHGB7
- PCDHGC3
- PCDHGC4
- PCDHGC5
- FAT
- FAT2
- FAT4

### Không phân loại
- CDH4 – R-cadherin (võng mạc)
- CDH5 – VE-cadherin (tế bào nội mô)
- CDH6 – K-cadherin (thận)
- CDH7 – cadherin 7, type 2
- CDH8 – cadherin 8, type 2
- CDH9 – cadherin 9, type 2 (T1-cadherin)
- CDH10 – cadherin 10, type 2 (T2-cadherin)
- CDH11 – OB-cadherin (nguyên bào xương)
- CDH13 – T-cadherin – H-cadherin (tim)
- CDH15 – M-cadherin (ống cơ)
- CDH16 – KSP-cadherin
- CDH17 – LI cadherin (gan-ruột)
- CDH18 – cadherin 18, type 2
- CDH19 – cadherin 19, type 2
- CDH20 – cadherin 20, type 2
- CDH23 – cadherin 23 (biểu mô hệ thần kinh)
- CDH22, CDH24, CDH26, CDH28
- CELSR1, CELSR2, CELSR3
- CLSTN1, CLSTN2, CLSTN3
- DCHS1, DCHS2,
- LOC389118
- PCLKC
- RESDA1
- RET